# Emilio Lancia
Emilio Lancia (Milano, 20 luglio 1890 – Besozzo, 1973) è stato un architetto italiano, fra i maggiori esponenti dello stile "Novecento".

## Biografia
Nato a Milano da famiglia agiata, frequentò il Regio Liceo - Ginnasio Alessandro Manzoni e successivamente il corso in Architettura presso il Regio Istituto Tecnico Superiore, dove conobbe Giuseppe de Finetti.
Allo scoppio della prima guerra mondiale frequentò l'Accademia Militare di Torino insieme a Gio Ponti, e durante le fasi belliche conobbe Giovanni Muzio e Mino Fiocchi; al termine del conflitto concluse gli studi e, dopo un periodo di praticantato presso lo studio di Luca Beltrami, apri uno studio in via Sant'Orsola con de Finetti e Muzio.
Dopo alcuni progetti giovanili, che riscossero notevoli apprezzamenti, iniziò a collaborare continuativamente con Gio Ponti, realizzando alcuni progetti nel nuovo stile detto "Novecento", che si riallacciava alla tradizione neoclassica lombarda. A questi fece seguito una progressiva evoluzione verso il Razionalismo, accettato tuttavia solo in alcuni suoi aspetti formali, cosa che portò ad una rottura definitiva con Ponti.
Lancia proseguì la sua carriera con diversi progetti di prestigio, in cui cercava di conciliare gli elementi razionali con quelli tradizionali e monumentali, mirando ad un carattere durevole dell'architettura.
Morì nel 1973 a Besozzo.

## Opere principali
- 1924-1925 Edificio residenziale in via Randaccio, Milano (con Gio Ponti)
- 1926 Villa "Ange volant", Garches (con Gio Ponti)
- 1927 Padiglione dell'Industria Grafica e Libraria alla Fiera di Milano (con Gio Ponti)
- 1927 Palazzo Borletti in via San Vittore, Milano (con Gio Ponti)
- 1927 Progetto "Forma Urbis Mediolani" per il nuovo piano regolatore di Milano (con Alberto Alpago Novello, Tomaso Buzzi, Ottavio Cabiati, Giuseppe de Finetti, Guido Ferrazza, Ambrogio Gadola, Michele Marelli, Alessandro Minali, Giovanni Muzio, Piero Palumbo, Gio Ponti e Ferdinando Reggiori)
- 1928-1930 Edificio residenziale in via Domenichino angolo via Monterosa, Milano (con Gio Ponti)
- 1930 Casa per le vacanze alla IV Triennale di Monza
- 1931 Banca Unione sede centrale (poi Barclays Castellini) in via Santa Maria Segreta, Milano (con Gio Ponti)
- 1931-1933 "Case tipiche" in via De Togni 21, 23 e 25, Milano, note come Domus Fausta, Domus Carola, Domus Julia (con Gio Ponti)
- 1933 Due case per le vacanze alla V Triennale di Milano
- 1933-1934 Palazzo e Torre Rasini in corso Venezia, Milano (con Gio Ponti)
- 1933-1936 Edificio residenziale in corso del Littorio, Milano
- 1935-1939 Palazzo del Toro in piazza San Babila, Milano
- 1939 Edificio per uffici in Piazza della Borsa, Milano
- 1940 Villa Feltrinelli in località Cacciarella, Monte Argentario
- 1946 Palazzo Resta-Pallavicino in via Conservatorio, sede della facoltà di Scienze politiche, economiche e sociali dell'Università degli Studi di Milano
- 1949 Hotel dei Cavalieri in piazza Missori, Milano